# Ingénierie de bandes

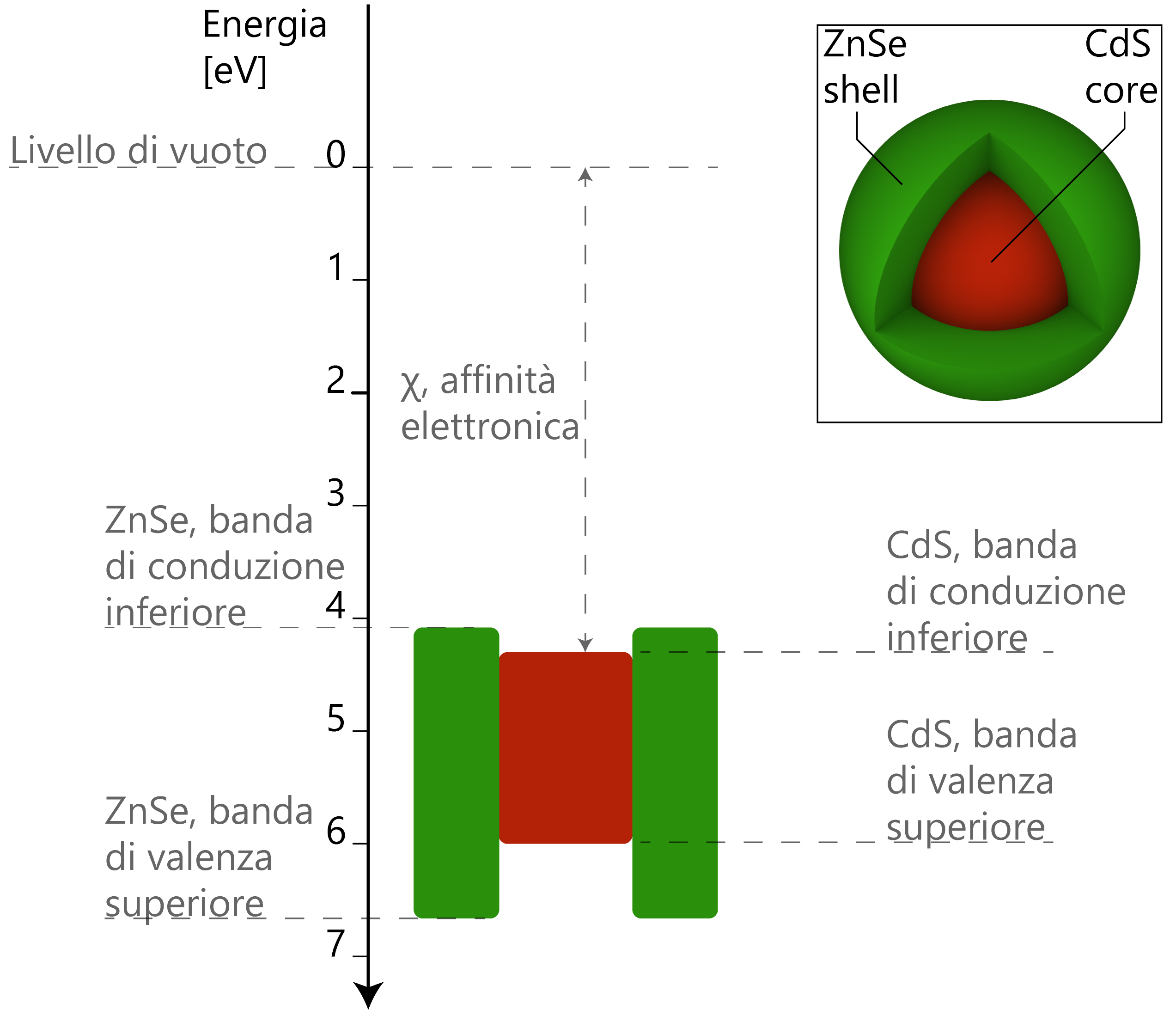
exemples de structure énergétique de nanoparticules Core Shell

L'ingénierie de bandes est le processus de contrôle ou de modification de largeur de bande d'un matériau. Cela se fait habituellement dans les semi-conducteurs par le contrôle de la composition d'alliages ou par l'alternance de couches de différentes compositions. La bande interdite est le domaine du diagramme de bandes où aucun état électronique n'existe. La bande interdite des isolants est beaucoup plus grande que celle des semi-conducteurs. Le nom "bande interdite" est souvent remplacé par son équivalent anglais "Gap". Les conducteurs ou les métaux ont un gap beaucoup plus faible ou inexistant car les bandes de valence et de conduction se chevauchent. Le contrôle de la largeur de la bande interdite permet la création de propriétés électriques précisément recherchées.

## Épitaxie par jet moléculaire  (MBE)
L'épitaxie par jet moléculaire (MBE en anglais) est une technique utilisée pour synthétiser des films fins. Les matériaux sont généralement des oxydes semi-conducteurs ou des métaux. Différents faisceaux d'atomes et de molécules dans un ultravide sont éjectés sur un cristal de grande propreté réalisant un dépôt de couches minces. Les semi-conducteurs sont le plus couramment utilisés en raison de leur utilité en électronique. Des technologies telles que les puits quantiques, les super-réseaux, et les lasers sont possibles avec l'épitaxie par jet moléculaire. Les films fins sont dotés de propriétés électriques différentes de par leur grande pureté et leur différente structure. Changer la composition du matériau change la structure de bande du fait des liaisons des différents atomes.

## Contrôle du Gap par contrainte mécanique
Des matériaux semi-conducteurs sont en mesure d'être altérés par la contrainte mécanique provoquant des effets de confinement quantique. Une plus grande capacité à modifier le gap est possible si les semi-conducteurs nano-structurés ont une limite élastique plus élevée. 

### Des nanofils de ZnO
Des nanofils de ZnO sont utilisés dans les nanogénérateurs, certains transistors à effet de champ, la piézo-électriques des diodes, et les capteurs chimiques. Plusieurs études ont été menées sur l'effet de la contrainte mécanique sur les différentes propriétés physiques. Des nanofils ZnO dopés à l'antimoine montrent une variation de résistance électrique quand ils sont sous contrainte. La flexion du nanofil peut induire une augmentation de la conductance électrique. La contrainte peut également induire une modification des propriétés de transport et du Gap. Par la corrélation de ces deux effets la variation des propriétés de transport en fonction du Gap peuvent être générés. Les mesures électriques sont obtenues à l'aide du microscope à effet tunnel ou du microscope électronique à balayage en transmission.

## L’ingénierie de bandes dans les nano-rubans de graphène
Lorsque des rubans de graphène sont latéralement confinés en charge, il se crée un Gap près du point de neutralité. Plus étroits sont les rubans, plus le Gap est important. Un ruban étroit est considéré comme quasi unidimensionnel. On attend de ce système une ouverture de la bande interdite.